# Sandbichler Alm
Die Sandbichler Alm ist eine Alm in der Gemeinde Bayrischzell.
Die Almhütte der Sandbichler Alm steht unter Denkmalschutz und ist unter der Nummer D-1-82-112-73 in die Bayerische Denkmalliste eingetragen.

## Baubeschreibung
Die Almhütte der Sandbichler Alm ist ein erdgeschossiger Blockbau mit Flachsatteldach und verschindeltem Westgiebel. Das Gebäude ist mit dem Jahr 1844 bezeichnet.

## Heutige Nutzung
Die Sandbichler Alm ist bestoßen, jedoch nicht bewirtet.

## Lage
Die Sandbichler Alm liegt im Mangfallgebirge unterhalb der Maroldschneid auf einer Höhe von 1430 m ü. NN.